# 富嶽温泉花の湯
富嶽温泉 花の湯（ふがくおんせん はなのゆ）は静岡県富士宮市にある大型の日帰り温泉および宿泊施設。時之栖が運営を行う。

## 概要
富士宮市ひばりが丘805に位置しており、大きな看板が目印。国道139号沿いで交通の便は比較的良く、無料の駐車場（500台）も設置されている。
温泉をメインとしながら、その他の施設も充実しており入浴後もゆっくり滞在できる。夜間追加料を支払えば翌朝まで素泊まりも可能（午前10時〜翌朝9時まで23時間営業を実施）で、「ホテル花の湯」として専用のホテルも併設されている。
天気の良い日には目の前に富士山を観ることができる。また、日没後にはイルミネーションも実施されている。

## 歴史
1990年代前半にヤオハン富士宮店が開業したが、その直後にバブルが崩壊し、ヤオハンの業績が悪化した影響から閉店。その後ダイエーが土地と建物を購入し、1997年にセイフー富士宮店（直後にダイエー富士宮店）として開業したが、今度はダイエーの業績が悪化し、わずか2年後の1999年に閉店した。その後施設は放置されていたが、静岡県御殿場市に本社のあるレジャー会社時之栖が購入し、ショッピングセンターであった施設を改修のうえ2003年に開業した。

## 温泉
- 源泉名：富嶽温泉
- 泉質：単純温泉（泉温29.7℃〈低温泉〉/pH8.2〈弱アルカリ性〉）

## 施設内容

### 浴場
- 内湯
  - 塩の湯
  - 打たせ湯
  - サウナ
- 露天風呂
  - 炭酸泉
  - 草津の湯
  - 薬湯
  - 変わり湯（季節により様々な湯が楽しめる）
- アカスリ

### 食事
- レストラン
- 宴会場
- パーティールーム

### 休憩・癒し・美容
- 休憩室/ヒーリングルーム
- リラクゼーション業（ボディケア・エステ）
- ヘアサロン（美容室）/ネイルサロン
- フィットネス（健康増進）フロア

### 娯楽
- アミューズメントフロア（ゲームコーナー）
- カラオケルーム

### その他
- 売店（土産処）
- ホテル
- 会議室

## 利用者の傾向
施設の前が国道139号｢富士登山口｣交差点なので、登山客などがよく利用する。また、辺りは富士山麓観光地が多数点在するため、そのような利用者もよく訪れる。

## 交通
自動車
- 東名高速道路「富士IC」から西富士道路（国道139号）経由で約9km（10〜20分程）
- 新東名高速道路「新富士IC」から西富士道路（国道139号）経由で約6.5km（10〜20分程）

鉄道・バス
- JR身延線「富士宮駅」から（約2km）
  - タクシーで約5分
  - 富士急静岡バス万野粟倉循環線で、静岡中央銀行前下車、徒歩約1分
  - 徒歩約30分
- 「東京駅」からやきそばエクスプレスで、富士宮営業所下車、徒歩約5分
- 宮バス中央循環（※詳細は市公式サイト内の「宮バス/バス停オーナー制度」を参照）